# Guerillas in tha Mist (singolo)
Guerillas in the Mist è un singolo dei Da Lench Mob, estratto nel 1992 dall'album omonimo. La canzone è presente nella radio chiamata "Radio Los Santos" del videogioco Grand Theft Auto: San Andreas.

## Tracce
Lato A
1. Guerillas in tha Mist (versione LP) – 4:32

Lato B
1. Guerillas in tha Mist (versione video) – 3:53
2. Guerillas in tha Mist (strumentale) – 4:32